# 钱斯·萨姆纳
钱斯·萨姆纳（英語：Chance Sumner，1977年1月30日—），美国男子轮椅橄榄球运动员。他曾代表美国参加2008年和2012年夏季残疾人奥林匹克运动会轮椅橄榄球比赛，获得一枚金牌和一枚铜牌。